# Fan of a Fan: The Album
Albums par Chris Brown
X
(2014) Royalty
(2015)
Albums par Tyga
Hotel California
(2013) The Gold Album: 18th Dynasty
(2015)
Singles
1. Ayo
Sortie : 6 janvier 2015
2. Bitches N Marijuana
Sortie : 26 mars 2015

Fan of a Fan: The Album est un album collaboratif de Chris Brown et Tyga, sorti le 20 février 2015.

## Liste des titres
| No  | Titre                                       | Auteur | Producteur(s)                 | Durée |
| --- | ------------------------------------------- | --- | ----------------------------- | ----- |
| 1.  | Westside                                    | C. Brown, M.R. Nguyen-Stevenson, A. Thompson, A. Rogers, R. Johnson | Amadeus, The Breed            | 3:34  |
| 2.  | Nothin' Like Me (featuring Ty Dolla Sign)   | C. Brown, M.R. Nguyen-Stevenson, T. Griffin, D. MacFarlane, M. Adam, S. Jean | DJ Mustard, Mike Free         | 4:05  |
| 3.  | Ayo                                         | C. Brown, M.R. Nguyen-Stevenson, M. Kragen, N. Balding | NicNac                        | 3:46  |
| 4.  | Girl You Loud                               | C. Brown, M.R. Nguyen-Stevenson, C. Gholson | Drumma Boy                    | 3:33  |
| 5.  | Remember Me                                 | C. Brown, M.R. Nguyen-Stevenson, A. Hernandez, M. Samuels, J. Jackson | Vinylz, Boi-1da, Jess Jackson | 4:13  |
| 6.  | I Bet (featuring 50 Cent)                   | C. Brown, M.R. Nguyen-Stevenson, C. Jackson III, P. Rodriguez | P-Lo                          | 4:02  |
| 7.  | D.G.I.F.U. (featuring Pusha T)              | C. Brown, M.R. Nguyen-Stevenson, T. Thornton, S. Combs, S. Carter, A. Young, M. Mathers, C. Wallace, T. Mosley, A. Henderson, S. Howse, B. McCane, M. Bradford, D. Doman, K. Joshua | David D.A. Doman              | 3:44  |
| 8.  | Better                                      | C. Brown, M.R. Nguyen-Stevenson, D. Killings, A. Hennings, J. Jackson | Jess Jackson                  | 3:42  |
| 9.  | Lights Out (featuring Fat Trel)             | C. Brown, M.R. Nguyen-Stevenson, M. Reeves, E. Perez, J. Jackson, B. Hazard, J. Gramma, T. Johnson                                                                                  | Jess Jackson                  | 4:46  |
| 10. | Real One (featuring Boosie Badazz)          | C. Brown, M.R. Nguyen-Stevenson, T. Hatch, J. Stewart, D. Doman | David D.A. Doman              | 4:59  |
| 11. | Bitches N Marijuana (featuring Schoolboy Q) | C. Brown, M.R. Nguyen-Stevenson, Q. Hanley, N. Balding, M. Kragen, P. Jones | NicNac                        | 4:14  |
| 12. | She Goin' Up                                | C. Brown, M.R. Nguyen-Stevenson, B. Turner, J. Franks | Frank E                       | 3:47  |

| 13. | Wrong in the Right Way             | C. Brown, M.R. Nguyen-Stevenson, S. Storch, M. Hernandez, R. Evans, E. Isley, M. Isley, O. Isley, Ronald Isley, Rudolph Isley, C. Jasper | Scott Storch, The MeKanics | 4:30 |
| 14. | Bunkin' (featuring Jay 305 & T.I.) | C. Brown, M.R. Nguyen-Stevenson, C. Harris J.R., J. Cummings, J. Stewart, D. Doman                                                       | David D.A. Doman           | 5:02 |
| 15. | It's Yo Shit (featuring Wale)      | C. Brown, M.R. Nguyen-Stevenson, O. Akintimehin, M. Hough II, R. Wouter                                                                  | Mel & Mus                  | 3:47 |
| 16. | Banjo                              | C. Brown, M.R. Nguyen-Stevenson, D. Macfarlane, M. Adam, B. Turner                                                                       | DJ Mustard                 | 3:40 |

## Classements hebdomadaires
| Classement (2015)                               | Meilleure position |
| ----------------------------------------------- | ------------------ |
| Allemagne (Media Control AG)                    | 14                 |
| Australie (ARIA)                                | 3                  |
| Autriche (Ö3 Austria Top 40)                    | 16                 |
| Belgique (Flandre Ultratop)                     | 51                 |
| Belgique (Wallonie Ultratop)                    | 60                 |
| Canada (Canadian Albums Chart)                  | 11                 |
| Danemark (Tracklisten)                          | 12                 |
| Espagne (Promusicae)                            | 62                 |
| États-Unis (Billboard 200)                      | 7                  |
| États-Unis (Top R&B/Hip-Hop Albums) [Billboard] | 3                  |
| États-Unis (Top Rap Albums) [Billboard]         | 3                  |
| France (SNEP)                                   | 33                 |
| Italie (FIMI)                                   | 65                 |
| Norvège (VG-lista)                              | 26                 |
| Nouvelle-Zélande (RIANZ)                        | 9                  |
| Pays-Bas (Mega Album Top 100)                   | 30                 |
| Royaume-Uni (UK Albums Chart)                   | 7                  |
| Royaume-Uni (R&B Albums)                        | 1                  |
| Suède (Sverigetopplistan)                       | 28                 |
| Suisse (Schweizer Hitparade)                    | 6                  |

## Certifications
| Pays              | Certification | Unités certifiées |
| ----------------- | ------------- | ----------------- |
| Danemark (IFPI)   | Or            | 10 000            |
| États-Unis (RIAA) | Or            | 500 000           |
| Royaume-Uni (BPI) | Argent        | 60 000            |